# گوشت مرمری

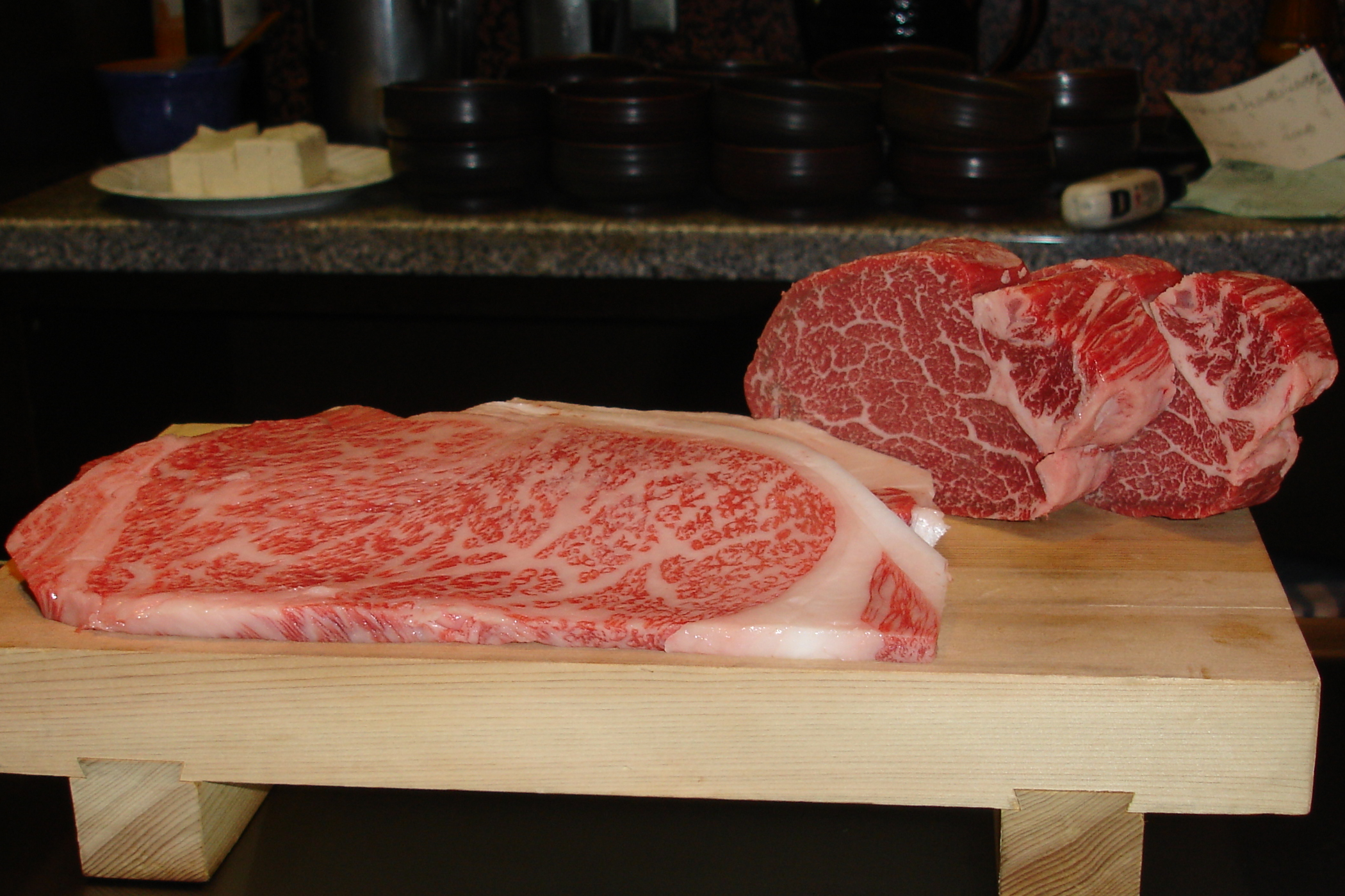
گوشت گاو کوبی مرمری

گوشت مرمری (به انگلیسی: Marbled meat) گوشتی مخصوصاً گوشت قرمز است که دارای مقادیر مختلفی چربی عضلانی است و ظاهری شبیه به سنگ مرمر به آن می‌دهد.

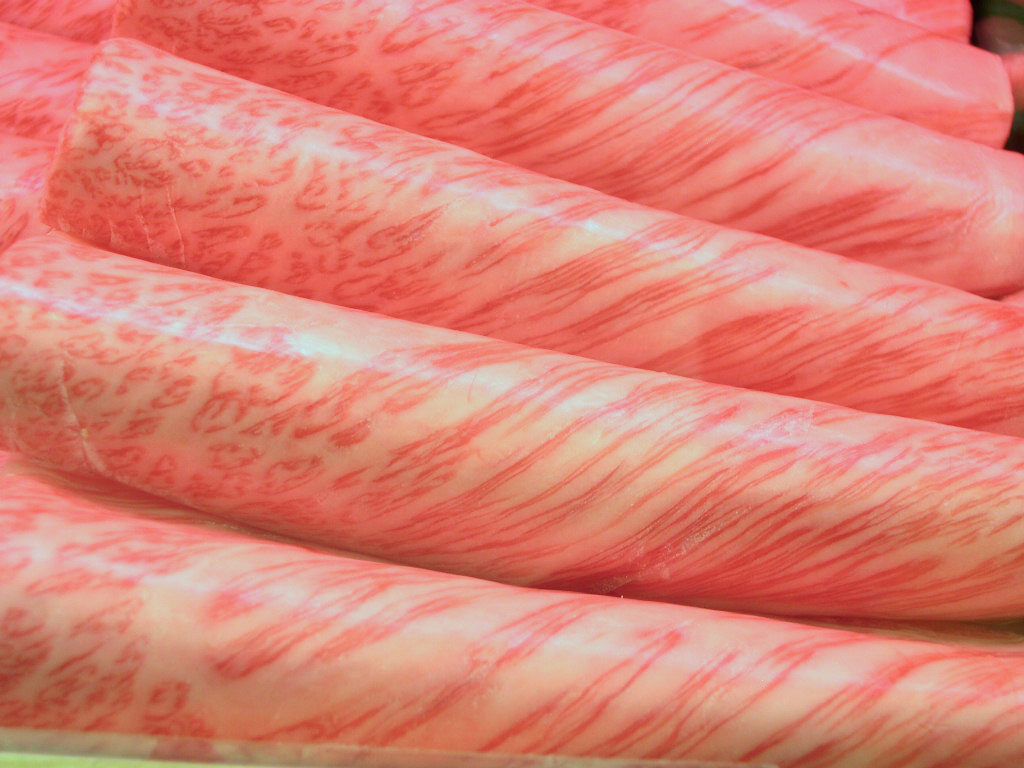
مرمر چربی گسترده در تکه‌های گوشت گاو با درجه بالا در گوشت واگیو